# Said (Rapper)
Said (* in Berlin als Said Zarzour) ist ein deutscher Rapper. Er ist Mitbegründer des Berliner Labels Hoodrich.

## Leben
Said wurde in Berlin-Schöneberg geboren und wuchs im Bezirk Neukölln bei seiner alleinerziehenden Mutter auf, da sein Vater in sein Heimatland Syrien ausgewiesen wurde.
Zur Musik kam Said nach seiner Haftstrafe im Jahr 2001. Einem großen Publikum wurde er durch das Video zu Kugeln kennen keine Rücksicht bekannt. Es erschien auf dem Album Nicht zur Nachahmung empfohlen des Künstlers Kalusha. Das Musikvideo wurde auch auf MTV und VIVA veröffentlicht.
Anschließend folgten Gastauftritte auf dem Album von Deine Lieblings Rapper und auf diversen anderen Projekten Berliner Künstler. Spätestens zu der Zeit war er ein Geheimtipp der Berliner Untergrundszene. 2007 wurde über Aggro Berlin ein Kollaboalbum mit dem Künstler Jom veröffentlicht. Im Jahr 2010 entstand zusammen mit dem Berliner Rapper Mosh36 die EP Jib Ihm.
2011 brachte Said über sein eigenes Label Hoodrich sein Solodebüt Said in Kooperation mit Wolfpack Entertainment heraus. Vier Monate später folgte der erste Hoodrich Labelsampler, auf dem auch Künstler wie Jom, Elle, Ufo361 oder Kalusha zu hören waren.
Im Sommer 2012 gründeten Said, KD-Supier und Ufo361 die Formation Bellini Boyz und brachten über die Plattform 16bars.de die gleichnamige EP heraus. Im Spätsommer des Jahres 2013 erschien sein zweites Soloalbum Zum Leben verurteilt.

## Diskografie

### Alben
| Jahr | Titel                  | Höchstplatzierung, Gesamtwochen, AuszeichnungChartsChartplatzierungen (Jahr, Titel, Platzierungen, Wochen, Auszeichnungen, Anmerkungen) | Anmerkungen                                                          |
| Jahr | Titel                  | DE | Anmerkungen                                                          |
| ---- | ---------------------- | --- | -------------------------------------------------------------------- |
| 2007 | Alles oder Nichts      | — | Erstveröffentlichung: 2007 Jom                                       |
| 2010 | Jib Ihm (EP)           | — | Erstveröffentlichung: 2010 mit Mosh36                                |
| 2011 | Said                   | — | Erstveröffentlichung: 1. Juli 2011                                   |
| 2012 | Bellini Boyz (EP)      | — | Erstveröffentlichung: 2012 mit Ufo361 und KD-Supier als Bellini Boyz |
| 2013 | Zum Leben verurteilt   | — | Erstveröffentlichung: 20. September 2013                             |
| 2014 | Hoodrich               | DE48 (1 Wo.)DE | Erstveröffentlichung: 12. September 2014                             |
| 2015 | Jib Ihm Noch Eene (EP) | — | Erstveröffentlichung: 2015                                           |
| 2016 | 50/50                  | DE29 (1 Wo.)DE | Erstveröffentlichung: 8. April 2016 mit AchtVier                     |
| 2018 | HAQ                    | DE31 (1 Wo.)DE | Erstveröffentlichung: 15. Juni 2018                                  |
| 2021 | Nirvana (EP)           | — | Erstveröffentlichung: 2021 mit Klapse Mane                           |